# UCI Oceania Tour 2016
De UCI Oceania Tour 2016 is de twaalfde editie van de UCI Oceania Tour, een van de vijf Continentale circuits op de wielerkalender 2016 van de UCI. Dit is een overzichtspagina met klassementen, ploegen en de winnaars van de belangrijkste UCI Oceania Tour wedstrijden in 2016. In tegenstelling tot voorgaande jaren tellen worden ook de punten behaald door renners van World Tour ploegen meegeteld.

## Uitslagen
| 1 | Christopher Lawless |
| 2 | Brad Evans          |
| 3 | Kristian House      |
| 4 | Ben O'Connor        |
| 5 | Michael Cuming      |

| P | Will Clarke    |
| 1 | Peter Kennaugh |
| 2 | Caleb Ewan     |
| 3 | John Murphy    |
| 4 | Chris Froome   |

## Eindklassementen
| Rang | Renner            | Punten |
| ---- | ----------------- | ------ |
| 1    | Sean Lake         | 340    |
| 2    | Peter Kennaugh    | 311    |
| 3    | Mark O'Brien      | 213    |
| 4    | Brendan Canty     | 2100   |
| 5    | Dion Smith        | 155    |
| 6    | Leigh Howard      | 150    |
| 7    | Michael Storer    | 148    |
| 8    | Chris Froome      | 144    |
| 9    | Jack Bobridge     | 131    |
| 10   | Niccolo Bonifazio | 130    |

| Rang | Ploegen                     | Punten |
| ---- | --------------------------- | ------ |
| 1    | Avanti IsoWhey Sport        | 895    |
| 2    | Team Sky                    | 531    |
| 3    | Drapac Professional Cycling | 378    |
| 4    | One Pro Cycling             | 278    |
| 5    | Orica-Greenedge             | 277    |
| 6    | Trek-Segafredo              | 267    |
| 7    | Dimension Data              | 185    |
| 8    | IAM Cycling                 | 160    |
| 9    | Kenyan Riders Downunder     | 149    |
| 10   | Lotto Soudal                | 115    |

| Rang | Land          | Punten |
| ---- | ------------- | ------ |
| 1    | Australië     | 1.707  |
| 2    | Nieuw-Zeeland | 616    |

2005 · 
2006 · 
2007 · 
2008 · 
2009 · 
2010 · 
2011 · 
2012 · 
2013 ·
2014 ·
2015 ·
2016 ·
2017 ·
2018 ·
2019 · 2020 · 2021 · 2022 · 2023 · 2024 · 2025
Belangrijkste wedstrijden

New Zealand Cycle Classic · Gravel and Tar · Surf Coast Classic
Voormalige wedstrijden

Herald Sun Tour · Cadel Evans Great Ocean Road Race · The REV Classic
 New Zealand Cycle Classic ·
 Cadel Evans Great Ocean Road Race ·
 Herald Sun Tour ·
 The REV Classic